# امیریه (شاهرود)
امیریه یکی از روستاهای شهرستان شاهرود در استان سمنان ایران است.
این روستا در دهستان خرقان در بخش بسطام جای دارد. جمعیت روستای امیریه بر پایه نتایج سرشماری سال ۱۳۸۵ برابر با ۳۱ نفر (۱۳ خانوار) بوده است.